# 프루티거 에어로

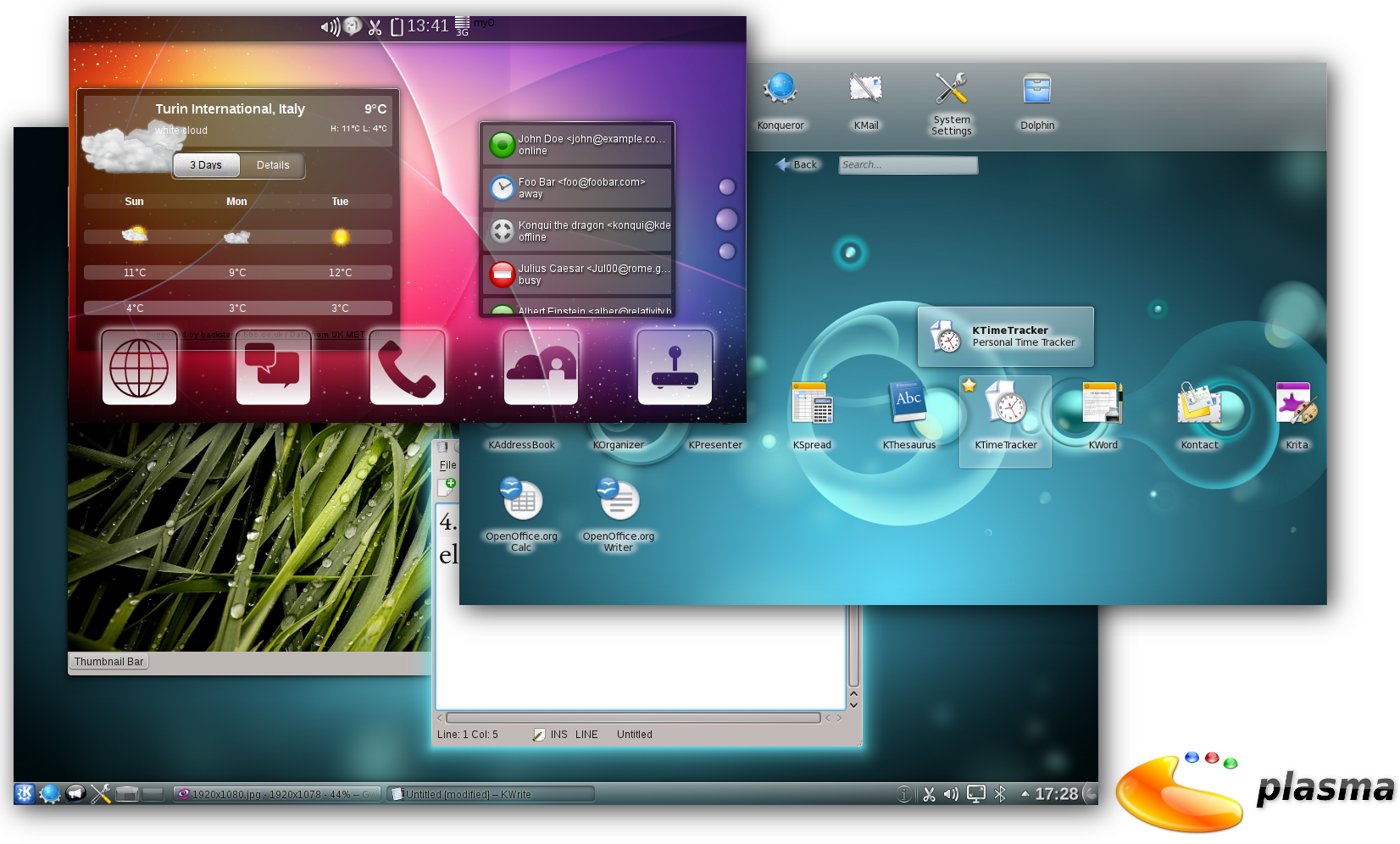
사용자 인터페이스에 사용된 프루티거 에어로 디자인(2011년 KDE Plasma 4)

프루티거 에어로(영어: Frutiger Aero) 또는 웹 2.0 글로스(영어: Web 2.0 Gloss)는 윈도우 에어로에 기반한 사용자 인터페이스 디자인 스타일이다. 이 스타일의 이름은 옛 컴퓨터 인터페이스에서 자주 사용된 휴머니스트 서체를 만든 스위스의 타이포그래피 디자이너 아드리안 프루티거의 이름에서 유래했다. 프루티거 에어로는 스큐어모피즘의 많은 사용 및 자연, 공기, 물의 컴퓨터 렌더링을 현대 기술과 함께 보여주는 것이 특징이다. 프루티거 에어로는 소비자들에게 더 친숙하게 다가가도록 의도된 스큐어모피즘 특성 덕분에 2000년대에 인기를 끌었으나, 2010년대에 미니멀리즘의 인기가 상승하면서 점차 사용되지 않게 되었다.

## 특징

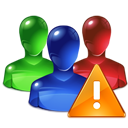
밝은 색 및 광택 있는 질감은 프루티거 에어로 디자인의 대표적인 특징이다.

프루티거 에어로에는 밝은 색, 스큐어모피즘, 광택 있는 질감 및 보케 효과 및 파란 하늘, 잔디, 물, 물방울과 같은 요소가 주로 사용된다. 이와 같은 프루티거 에어로의 디자인 철학은 활동적, 맥시멀리스트적, 복고미래주의적이며, "기술적 낙천주의"의 시대를 표현한다고 불린다.
아만다 브레넌은 프루티거 에어로에 대해 "Y2K에는 없는 희망이 많다"고 표현했다.

## 역사
이와 같은 디자인은 2000년대 중반부터 2010년대 초반까지 인기를 끌었지만, "프루티거 에어로"라는 용어는 훨씬 나중인 2017년에 소비자 미학 연구소의 소피 리에 의해 2005년에서 2013년까지 유행한 미학을 설명하기 위해 만들어졌다. 이동안은 터치스크린 장치가 주류로 자리잡기 시작했으며, 새로운 소비자들이 터치 기반 기술에 익숙해지도록 하기 위해 스큐어모피즘과 같은 친근한 디자인이 사용되었다. 현재 프루티거 에어로라고 불리는 기술을 사용한 인기 있는 제품에는 1세대 아이폰, 삼성 갤럭시 S, 윈도우 비스타와 같은 기술 제품뿐만 아니라, 심즈 3와 후르츠 닌자와 같은 비디오 게임도 포함된다. 또한, 이 미학의 인기는 기술 분야를 넘어 확산되어 에어컨, 세제, 가구 등 그 당시의 다른 제품들에서도 이 디자인 언어를 찾아볼 수 있다.
프루티거 에어로는 이후 온라인 커뮤니티에서 부활하여, 2023년에는 #frutigeraero 해시태그로 다양한 인터페이스를 분석하는 동영상들이 틱톡과 유튜브에 게시되었다. 또한, 프루티거 에어로에 관한 r/FrutigerAero라는 서브레딧도 개설되었다. 프루티거 에어로는 노스탤지어로 인해 Z세대 사이에서 인기를 얻었으며, 또한 Corporate Memphis와 같은 현대의 미니멀리즘 스타일에 대한 맥시멀리즘 대안으로도 주목받고 있다. 또한, 아만다 브레넌은 프루티거 에어로에 대한 현대적 관심이 자연을 주제로 한 이미지와 낙관주의에서 비롯되며 Z세대의 환경 의식 증가와도 관련이 있을 수 있다고 언급했다.

## 같이 보기
- 아쿠아 (사용자 인터페이스)
- 블리스 (사진)
- 스큐어모피즘
- 윈도우 에어로